# Жан д’Эсм
Жан д’Эсм (настоящее имя и фамилия — Жан Мари Анри д’Эсменард) (27 сентября 1894 — 24 февраля 1966) — французский писатель и журналист.

## Биография
Сын таможенника, служившего в Индокитае. Родился в Китае. Учился в Национальной колониальной школе Франции за рубежом (École nationale de la France d’Outre-Mer) в Париже.
После занялся журналистикой, много путешествовал. Под псевдонимом Жан д’Эсм публиковался в журналах Je sais tout , Le Matin и L’Intransigeant. В 1936 году в восточном Нигере снял фильм «La Grande Caravane» о караванах на соляные шахты Бильмы.
Во время гражданской войны в Испании был заключён службами Франко в тюрьму за съёмки в районах сражений.
Автор серии статей для L'Écho de Paris об Эфиопии. Стал известен своими приключенческими с элементами фантастики романами, в первую очередь, «Красные боги» («Les Dieux rouges», 1924). Написал несколько книг для детей.
Был членом французской Академии наук за рубежом (l’Académie des sciences d’outre-mer), в 1955—1956 гг. — председателем Общества литераторов и Общества морских и колониальных писателей.

## Избранные произведения
- Thi-Bâ, fille d’Annam (1921) [русский перевод: "Дочь Аннама", пер. М,П.Чехова, Л.: "Мысль", 1926 г.]
- L'Âme de la brousse (1923)
- Les Dieux rouges (1924)
- Les Barbares (1925)
- Au dragon d’Annam (1927)
- À travers l’Empire de Menelik (1928)
- L’Homme des sables (1930)
- Les Maîtres de la brousse (1932)
- De Gaulle (1959)
- Les Chercheurs de mondes (1960)
- Compagnons de brousse (1963)